# Burning Star
"Burning Star" é um dueto gravado pela cantora belga Natalia e pela cantora americana Anastacia para promover o Natalia Meets Anastacia, uma série de concertos realizados pelas duas cantoras. A música foi produzida por Hans Francken e escrita por Luke Boyd, Micah Otano e Mike Barkulis. O single estreou no dia 17 de Setembro de 2010 na rádio Q-Music.

## Antecedentes e promoção
A canção foi lançada no dia 17 de Setembro pois era o aniversário da cantora Anastacia, em seu site oficial a cantora escreveu: 
| “ | Eu fiz uma música com Natalia chamada "Burning Star" ela vai ser lançada próximo ao dia 17 de Setembro... pra mim não é um presente ruim de aniversário! Eu realmente gostei dessa música, espero que vocês gostem. | ” |

 No dia 17 de Setembro de 2010 Natalia foi no programa Ornelis en Rogiers Ochtendshow da rádio Q-Music para promover o single, Anastacia participou por telefone diretamente de sua casa nos Estados Unidos.

## Faixas e formatos
| iTunes Single |                |         |  |
| N.º           | Título         | Duração |  |
| 1.            | "Burning Star" | 3:33    |  |

## Desempenho
| Tabelas musicais (2010)                    | Melhor posição |
| ------------------------------------------ | -------------- |
| Bélgica - Belgian Singles Chart (Flandres) | 45             |